# 游戏程序师
游戏程序师是主要为电子游戏或游戏开发工具等相关软件开发代码库的软件工程师、程序师或计算机科学家。游戏编程有很多专业学科都属于“游戏程序师”的范畴。游戏程序师不应和负责游戏设计的游戏设计师混淆。

### 引用
1. ↑  Bates 2004, pp. 165-171
2. ↑  Moore, Novak 2010, pp. 74-75